# Tattay Levente
Tattay Levente (Budapest, 1943. december 17. – Budapest, 2021. február 16.) magyar jogász, jogtudós, professor emeritus, a Pázmány Péter Katolikus Egyetem Jog- és Államtudományi Karának tanára.

## Családja
1974-ben vette feleségül dr. Tattayné Dr. Baski Ágnest, aki ügyvédként dolgozik. Gyermekeik: Szilárd (1977) és Enikő (1980).

## Kutatási területe
Polgári joggal, ezen belül a szellemi alkotások jogával foglalkozik.

## Életpályája
Tattay György építészmérnök és Monspart Aranka tanítónő gyermeke. 1962-ben érettségizett a  Budapesti Piarista Gimnáziumban.
Érettségi után az elektroműszerész szakmát tanulta ki, majd egy év munka után, 1965-ben felvették a Pécsi Tudományegyetem Állam- és Jogtudományi Karának nappali tagozatára, ahol 1970-ben végzett. Ezt követően három évig jogi előadóként dolgozott.
1973-ban letette az ügyvéd-jogtanácsosi szakvizsgát. 1973-tól a Söripari Vállalatok Trösztjénél egészen a cég megszűnéséig, 1981-ig a Jogi Osztály osztályvezetője volt.  1981 és 1986 között szakértőként Moszkvában, a KGST-nél, a volt szocialista országok integrációs szervezeténél dolgozott. 1986-ig Nemzetközi Osztály munkatársa, 1990-ig a Jogi Osztály főelőadója volt. 1991-től 1994 közepéig az Országos Találmányi Hivatal Védjegyosztályának vezetője volt. 
1996 júliusától tanított a budapesti Pázmány Péter Katolikus Egyetem Jog- és Államtudományi Karán - előbb mellékállásban, majd 1997. 
január 1-je óta főállásban. A Kar Magánjogi és Kereskedelmi Jogi Tanszékének professzora. Az általa oktatott főbb tantárgyak: a szellemi alkotások joga és az öröklési jog.

## Díjai, elismerései
- Mestertanár Aranyérem (2013)
- Pázmány Plakett (2013)
- Quærendo et Creando címen ünnepi kötetet publikáltak Tattay Levente 70. születésnapja alkalmából.[2]

## Publikációi
- 1980 és 2013 között kb. 300 könyve, egyetemi jegyzete, monográfiája és tanulmánya jelent meg (orosz, német, francia,angol nyelveken is)
- A Magyar Tudományos Művek Tárában számos publikációja található.